# Rivière Gens de Terre
Der Rivière Gens de Terre ist ein Fluss in den Verwaltungsregionen Laurentides und Outaouais der kanadischen Provinz Québec.

## Flusslauf
Der Rivière Gens de Terre fließt über eine Strecke von 90 km vom Réservoir Cabonga in südöstlicher Richtung durch das Réserve faunique La Vérendrye zum Réservoir Baskatong. Der Abfluss wird von dem Stauwerk Barrage Cabonga reguliert. Der Fluss durchfließt den See Lac Saint-Amour, in welchen der Rivière Bélinge von Norden kommend mündet. Kurz darauf passiert der Rivière Gens de Terre die beiden Flussverbreiterungen Lac Poigan und Petit lac Poigan. Er nimmt den Rivière Wapus linksseitig auf. Im Unterlauf münden die beiden kleineren Flüsse Rivère à la Carpe und Rivière Serpent rechtsseitig in den Fluss. Der Rivière Gens de Terre mündet schließlich in die Baie Gens de Terre, eine Bucht am Nordwestufer des vom Rivière Gatineau durchflossenen Stausees Réservoir Baskatong. Das Einzugsgebiet umfasst 5672 km². Der mittlere Abfluss beträgt 87 m³/s. 
Der 25 km lange Flussabschnitt unterhalb der Einmündung des Rivière Wapus ist ein beliebtes Kajak- und Kanugewässer. Der Schwierigkeitsgrad der Stromschnellen liegt bei II–IV.
Der Fluss wurde früher zur Flößerei genutzt.